# Glass Onion
Glass Onion is een lied van de Beatles, van het album The Beatles (the White Album van 1968). Het is geschreven door John Lennon maar staat zoals gebruikelijk bij de groep op naam van het schrijversduo Lennon-McCartney. Dit is het eerste nummer op het album waarop Ringo Starr meespeelt. Wegens een eerdere ruzie, waarbij Ringo de groep tijdelijk verliet, werden de drumpartijen verzorgd door Paul McCartney. De naam van het liedje geldt ook als inspiratie voor de naam van de film Glass Onion: A Knives Out Mystery.

## Songtekst
Het lied heeft veel invloeden van voorgaande nummers, zoals Strawberry Fields Forever, I Am the Walrus, Lady Madonna, The Fool on the Hill, and Fixing a Hole.
De strofe "the Walrus was Paul" verwijst zowel naar het lied I Am the Walrus, als naar het feit dat Lennon via het lied iets aardigs tegen McCartney wilde overbrengen. Toevallig werd de zin voorafgegaan door de woorden: "Well, here's another clue for you all".
Lennon is gevraagd naar de diepere betekenis van dit gebeuren, waarop hij zei:

I threw the line in—'the Walrus was Paul'—just to confuse everybody a bit more. It could have been 'The fox terrier is Paul.' I mean, it's just a bit of poetry. I was having a laugh because there'd been so much gobbledygook about Pepper—play it backwards and you stand on your head and all that.

Door het feit dat een walrus een symbool voor de dood is, speelt de zin "The walrus was Paul" een belangrijke rol in de Paul Is Dead-theorie.
Een Glass Onion is in de Engelse taal de benaming voor een kolfvormige glazen fles die op schepen gebruikt werd om wijn of brandewijn in te vervoeren.

## Credits
- John Lennon – zang (dubbel spoor), akoestische gitaar
- Paul McCartney – zang, basgitaar
- George Harrison – gitaar
- Ringo Starr - drums, tambourine
- George Martin - dirigent orkest
- Henry Datyner - viool
- Eric Bowie - viool
- Norman Lederman - viool
- Ronald Thomas - viool
- John Underwood - viool
- Keith Cummings - viool
- Eldon Fox - cello
- Reginald Kilby - cello
- Alex Ashtiani - banjo